# 소니 엔터테인먼트
소니 엔터테인먼트(Sony Entertainment)는 일본 다국적 복합기업인 소니 그룹 코퍼레이션의 산하 엔터테인먼트 부서이며, 미국 자회사가 관리한다. 2012년에 설립되어 영화, 텔레비전, 음악 분야에서 소니의 사업을 총괄한다.

## 역사
2012년 3월 30일, 당시 소니 픽처스 엔터테인먼트의 공동 회장 겸 CEO였던 마이클 린턴과 소니의 부사장 겸 법률 고문이었던 니콜 셀리그먼이 각각 소니 코퍼레이션 오브 아메리카의 CEO와 사장으로 임명되어 소니의 모든 글로벌 엔터테인먼트 사업을 총괄하게 되었다. 2013년 4월 9일, 린턴은 소니와 계약을 갱신하고 소니 엔터테인먼트의 사장으로 승진했다.
2016년 2월 18일, 셀리그먼은 회사에서 15년 근무한 후 사임했지만 3월 31일까지 회사에 남았다.
2017년 1월 13일, 린턴은 소니 엔터테인먼트와 소니 픽처스의 CEO 및 후자의 회장직에서 물러나 스냅의 회장이 될 것이라고 발표했고, 나중에 2017년 5월 11일 소니 픽처스의 회장 겸 CEO인 앤서니 빈치케라로 교체되었다.
뉴욕 포스트, Complete Music Update, TheStreet를 포함한 뉴스 매체들은 2016년 12월 19일 소니가 소니 픽처스를 소니 인터랙티브 엔터테인먼트와 합병하여 미국 사업 구조조정을 고려하고 있다고 보도했다. 이 합병은 소니 픽처스를 소니 인터랙티브의 당시 CEO인 앤드류 하우스 아래 두게 될 것이지만, 하우스는 소니 픽처스의 일상적인 운영을 맡지는 않을 것이라고 보도했다. 그러나 소니 대변인은 후자의 출처와의 인터뷰에서 당시 소니 미디어 부서의 어떤 합병이나 구조조정 계획도 부인했다.
소니는 2019년 7월 17일 소니 뮤직 엔터테인먼트와 소니 뮤직 퍼블리싱을 합병하여 "소니 뮤직 그룹"이라는 우산 조직을 형성한다고 발표했으며 8월 1일에 최종 확정되었다. 2021년 2월 10일, 소니/ATV 뮤직 퍼블리싱은 소니 뮤직 퍼블리싱으로 브랜드를 변경했다.

## 자회사

### 소니 픽처스 엔터테인먼트

#### 소니 픽처스 모션 픽처 그룹
- 컬럼비아 픽처스
  - 고스트 콥스
- 트라이스타 픽처스
  - 트라이스타 프로덕션 (토머스 로스먼과 공동 소유)
- 소니 픽처스 클래식스
- 스크린 젬스 (특수 장편 영화 스튜디오, 1998년–현재)
- 소니 픽처스 애니메이션
- 소니 픽처스 이미지워크스
- 3000 픽처스 (하퍼콜린스와 공동 소유)
- 소니 픽처스 월드와이드 인수
  - 데스티네이션 필름
  - 스테이지 6 필름
  - 아펌 필름
    - 그레이트 아메리칸 퓨어 플릭스 스트리밍 (그레이트 아메리칸 미디어와 공동 소유)[13]
- 소니 픽처스 리리싱
  - 소니 픽처스 리리싱 인터내셔널

#### 소니 픽처스 홈 엔터테인먼트
- 소니 픽처스 키즈 존
- 카툰 스튜디오 (7%, 앤디 헤이워드 및 32 벤처스와 공동 소유)
  - 지니어스 브랜드 뮤직
  - 카툰 채널
  - 베이비 지니어스
  - 스탠 리 유니버스 (파우! 엔터테인먼트와 공동 소유)
  - 카툰 필름
  - A 스퀘어드 엔터테인먼트 LLC
  - 스탠 리 코믹스 (60%, 파우! 엔터테인먼트와 공동 소유)
  - 와우 언리미티드 미디어
    - 프레드레이터 네트워크
      - 프레드레이터 스튜디오
      - 채널 프레드레이터 네트워크
        - 카툰 행오버
        - 프레드레이터 디지털
          - 더 리더보드 네트워크
          - 시네마티카
          - 믹드롭
          - 아토모 네트워크 (아니마와 공동 소유)

      - 프레드레이터 북스
      - 서티 랩스

    - 에즈린 허쉬 엔터테인먼트 (밥 에즈린 및 마이클 허쉬와 공동 소유)
- 빅 픽처 프로덕션

#### 소니 픽처스 텔레비전
- 아펌 텔레비전
- CPT 홀딩스
- 엠버시 로우
- 소니 픽처스 텔레비전 게임 쇼
  - 캘리폰 프로덕션
  - 제퍼디 프로덕션
- 소니 픽처스 텔레비전 인터내셔널 프로덕션
  - 배드 울프
  - 블루프린트 텔레비전 (소수 지분)
  - 큐리오 픽처스
  - 일레븐
  - 일레븐스 아워 필름
  - 페이블 픽처스 (소수 지분)
  - 플로레스타
  - 후아소 (차이나 필름과 공동 소유)
  - 휴먼 미디어
  - 레프트 뱅크 픽처스
  - 팔라디움 픽션
  - 새티스파이 (20%, 새티스팩션 그룹과 공동 소유)
  - 스텔리파이 미디어
  - 스톨른 픽처 (소수 지분)
  - 텔레셋
  - 토로 미디어
  - 더 위스퍼 그룹 (소수 지분)
- 소니 픽처스 텔레비전 키즈
- 소니 픽처스 텔레비전 논픽션
  - 19 엔터테인먼트
  - B17 엔터테인먼트
  - 하우스 오브 논픽션
  - 맥신
  - 샤프 엔터테인먼트
  - 더 인텔렉츄얼 프로퍼티 코퍼레이션
  - 디스 머신 필름워크스
  - 트릴로지 필름
  - 언컨벤셔널 엔터테인먼트
- 소니 픽처스 텔레비전 스튜디오스
- 소니 픽처스 텔레비전 네트워크
  - 미국
    - CPE US 네트워크, Inc.
      - 겟 (디지털 멀티캐스트 네트워크)
      - 소니 무비 채널 (케이블 채널)
      - 소니 시네 (스페인어 케이블 채널)

    - 게임 쇼 네트워크, LLC
      - 게임 쇼 네트워크 (케이블 채널)
      - 게임 쇼 센트럴 (FAST 스트리밍 채널)
      - 크런치롤 채널 (FAST 스트리밍 채널; 소니 픽처스 엔터테인먼트와 소니 뮤직 엔터테인먼트 (일본)의 애니플렉스 소유 크런치롤 LLC 공동 ventures)

  - 국제
    - AXN (일부 국가)
    - 소니 채널

#### 소니 픽처스 익스피리언스
- 알라모 드래프트하우스 시네마

#### 기타
- 컬럼비아 트라이스타 마케팅 그룹
- 크런치롤, LLC (소니 뮤직 엔터테인먼트 (일본)의 애니플렉스와 공동 소유)
  - 크런치롤 스트리밍
  - 퍼니메이션 스트리밍
  - 크런치롤 EMEA
  - 크런치롤 스토어 오스트레일리아
  - 크런치롤 UK 및 아일랜드
  - 크런치롤 게임
  - 크런치롤 스토어
  - 크런치롤 채널 (FAST 스트리밍 채널; 소니 픽처스 텔레비전 네트워크의 게임 쇼 네트워크, LLC 공동 ventures)
- 매디슨 게이트 레코드
- 픽소몬도
- 소니 픽처스 컨슈머 프로덕트
- 소니 픽처스 케이블 벤처스
- 소니 픽처스 유럽
- 소니 픽처스 인터랙티브
- 소니 픽처스 플라자
- 소니 픽처스 스튜디오스
- 소니 픽처스 스튜디오스 포스트 프로덕션 시설
- 월드와이드 프로덕트 풀필먼트

### 소니 뮤직 그룹

#### 소니 뮤직 엔터테인먼트
- 컬럼비아 레코드
- RCA 레코드
- 에픽 레코드
- 아리스타 레코드

#### 소니 뮤직 퍼블리싱
- 아커프-로즈 뮤직
- EMI 뮤직 퍼블리싱
- 익스트림 뮤직
- APM 뮤직
- 히코리 레코드
- KPM 뮤직
- 블리딩 핑거스 뮤직

## 기타 부서
소니 엔터테인먼트의 다른 부서로는 소니 인터랙티브 엔터테인먼트와 그 산하의 플레이스테이션 스튜디오스가 있으며, 여러 플랫폼에서 활동한다. 소니그룹의 모든 전자제품과 플레이스테이션 브랜드에 걸쳐 있으며, 애플 IOS, 안드로이드, 마이크로소프트 윈도우, 닌텐도 스위치, 스팀, 엑스박스 등 다양한 플랫폼에 진출해 있다. 여기에는 크런치롤 (퍼니메이션 포함), 그레이트 아메리칸 퓨어 플릭스 (그레이트 아메리칸 미디어와), 소니 픽처스 코어 (이전 브라비아 코어), 인도의 소니LIV와 같은 스트리밍 서비스의 앱이 포함된다.
소니 뮤직 엔터테인먼트 (일본)과 그 자회사인 애니플렉스는 미국 기반 소니 엔터테인먼트 및 소니 뮤직 그룹과 독립적으로 운영된다.